# شهرک داچا
سکونتگاه داچا (روسی: Дачный посёлок) نوعی سکونتگاه است که از گروهی از خانه‌های منفرد (داچا) تشکیل شده است که معمولاً برای اقامت دائم (در تمام طول سال) در نظر گرفته نشده‌اند و در قطعات جداگانه‌ای قرار دارند. برخلاف روستاها و انجمن‌های باغبانی، در سکونتگاه‌های داچا، قطعات اختصاص داده شده در درجه اول برای ساخت مسکن در نظر گرفته شده‌اند و نه برای کشاورزی. در روسیه، سکونتگاهی به نام سکونتگاه داچا، وضعیت سکونتگاه از نوع شهری را دارد و جمعیت آن توسط سرویس آمار ایالتی فدرال روسیه به عنوان شهری ثبت می‌شود.

## تاریخچه

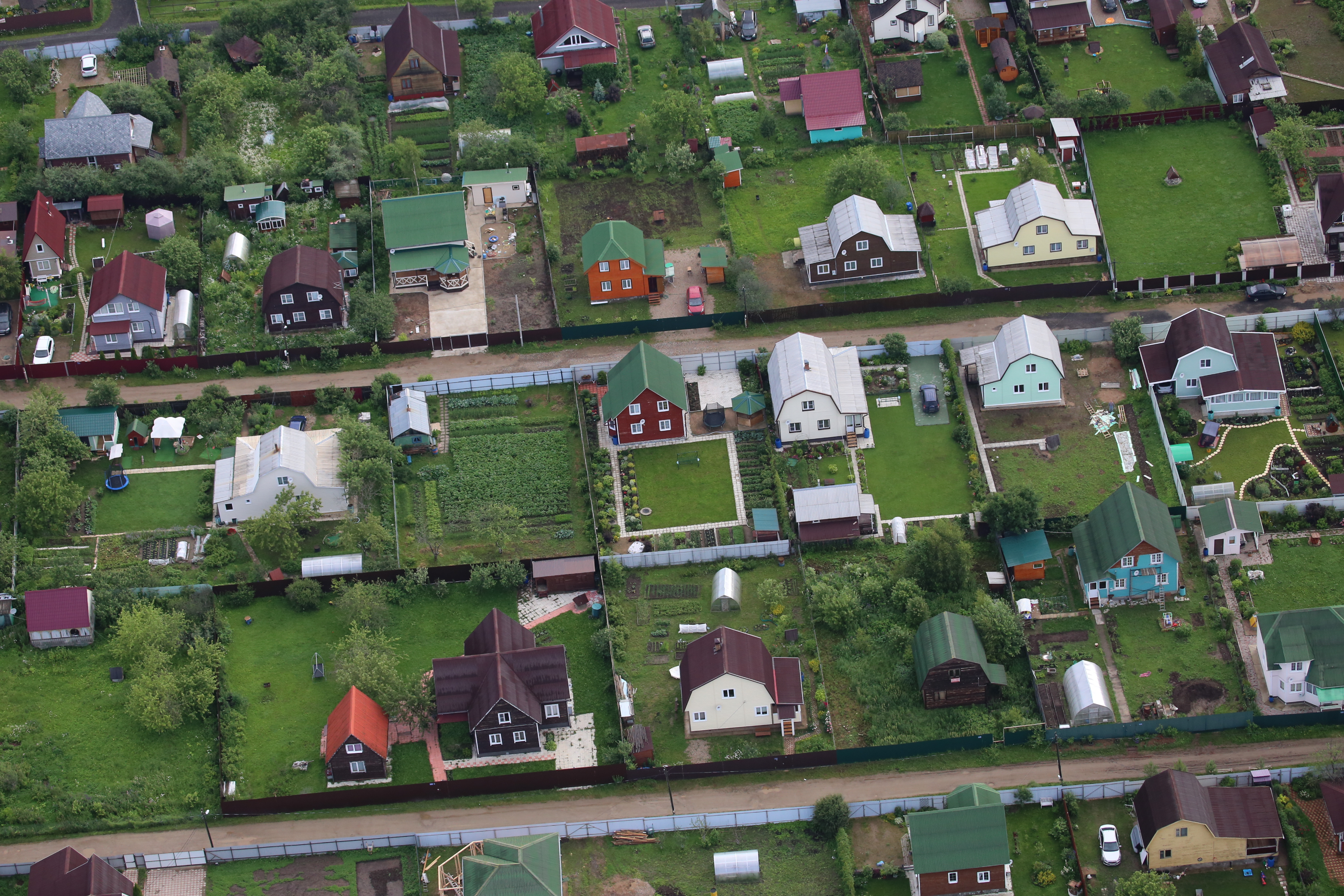
یک سکونتگاه ویلایی معمولی در استان یاروسلاول

سکونتگاه‌های داچا به عنوان یک نوع مستقل از سکونتگاه، در پایان دوره کلاسیک اولیه شروع به ظهور کردند. ظهور سکونتگاه‌های داچا در امتداد بزرگراه پترزبورگ در نزدیکی مسکو و در مجاورت فوری پترزبورگ (پارگولووو، یکاترینگوف و غیره)، تبدیل حومه‌های نزدیک اقامتگاه‌های امپراتوری (پاولوفسک، پترهوف، تزارسکویه سلو، گاتچینا، اورانیانباوم) به مکان‌های داچا همزمان با زمان رمانتیسم بود.
در ثلث دوم قرن نوزدهم، با شروع شهرنشینی و صنعتی شدن، کارخانه‌ها و تأسیسات شروع به دود کردن کردند و ساختمان‌های آپارتمانی پدیدار شدند. برای تابستان و آخر هفته‌ها، هر کسی که توانایی مالی داشت، سعی می‌کرد خانواده‌های خود را به طبیعت بفرستد. سیستم حمل و نقل بهبود یافت و با توسعه راه‌آهن، کلبه‌های ییلاقی در همه جا شروع به ساخت کردند.
اگر در ابتدا، تفریحات روستایی در خانهٔ ییلاقی شخصی عمدتاً برای قشر کوچکی از افراد ثروتمند در دسترس بود، تا پایان قرن نوزدهم به یک پدیدهٔ جمعی تبدیل شد. این امر منجر به ظهور پدیده‌ای مانند «منطقهٔ ییلاقی» (روسی: дачная местность شد) که به‌طور گسترده در اطراف شهرهای بزرگ امپراتوری روسیه ظاهر شد. اصطلاح زئیمکا (روسی: Заимка) (بیشتر در سیبری و شمال روسیه اروپایی) نیز به‌طور گسترده برای اشاره به ملک روستایی یک شهرنشین استفاده می‌شد. با این حال، یک تفاوت قابل توجه بین زئیمکا و داچا وجود داشت: فعالیت‌های تولیدی در زئیمکا انجام می‌شد، در حالی که داچا منحصراً برای تفریح استفاده می‌شد. در نهایت، کلمه زئیمکا در رابطه با سکونتگاه‌های داچا رواج پیدا نکرد.

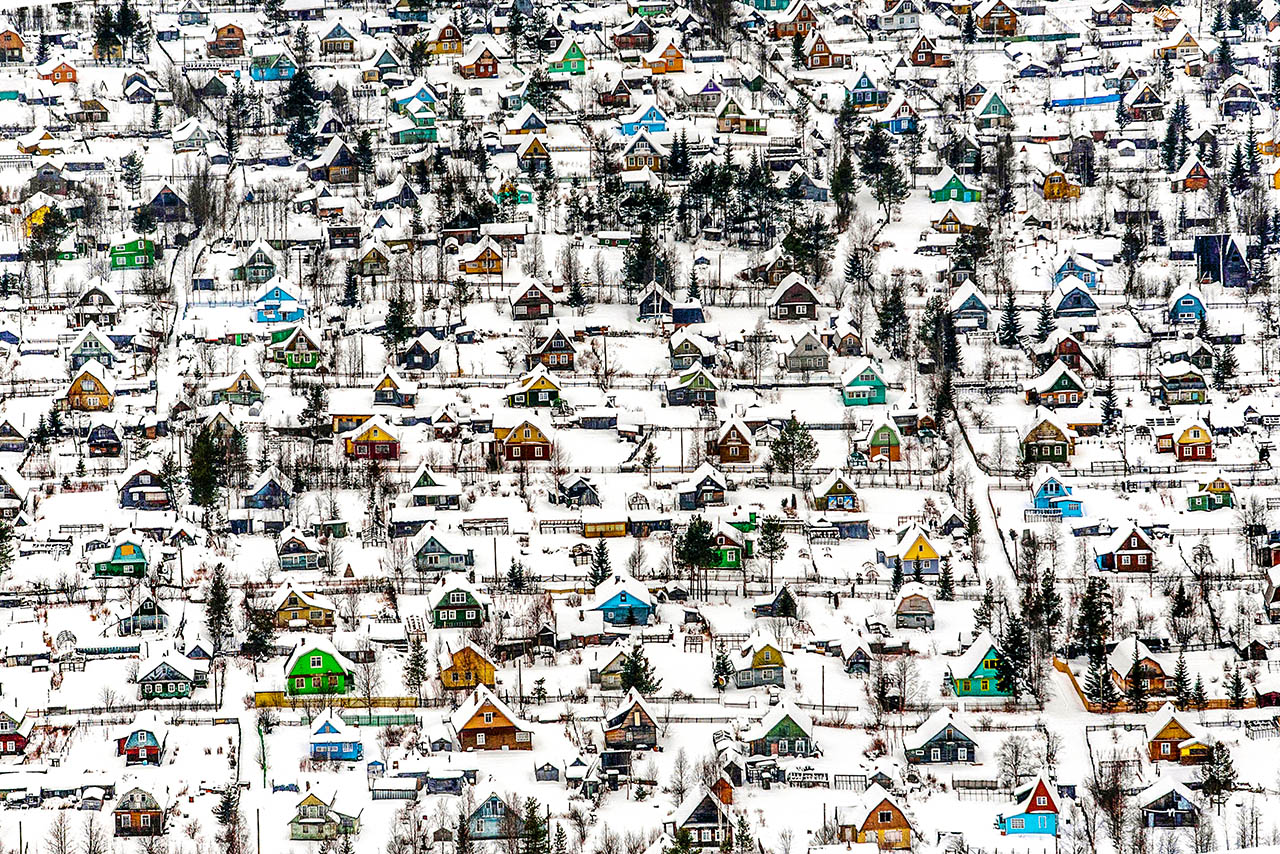
نمایی از یک شهرک ویلایی در زمستان در استان آرخانگلسک

در ابتدا، سکونتگاه‌های ییلاقی به‌طور نامنظم و بدون هیچ گونه مقررات خاصی رشد می‌کردند. ییلاقات یا به صورت توسعه مداوم ساخته می‌شدند، یا توسط فضای باز و بیشه‌ها از هم جدا می‌شدند و بین آنها راه‌های ماشین‌رو و گذرگاه‌هایی ایجاد می‌شد. هنگامی که تعداد ییلاقات شروع به افزایش کرد، زمستووها قوانینی را برای تقسیم اولیه زمین‌هایی که قرار بود به بلوک‌هایی با عرض جاده اجباری (۱۰ سازهن) تبدیل شوند، تدوین کردند تا دسترسی و ایمنی در برابر آتش تضمین شود، زیرا ییلاقات چوبی بودند و اغلب سوزانده می‌شدند.
تبدیل سکونتگاه‌های اطراف به مناطق ویلایی در همه جا اتفاق نیفتاد، بلکه در مکان‌هایی که شرایط خوبی برای تفریح وجود داشت، رخ داد: دسترسی به حمل و نقل، مکان‌هایی برای شنا و ماهیگیری، جنگل‌هایی برای چیدن انواع توت‌ها، قارچ‌ها و مخروط‌ها، شرایط طبیعی مطلوب و همچنین حداقل سطح قابل قبول آسایش.
شهرک‌های داچا به عنوان انواع جدیدی از سکونتگاه‌ها، از بسیاری از املاک کوچک تشکیل شده‌اند که بر اساس اصول برنامه‌ریزی شهری سازماندهی شده‌اند. این شهرک‌های جدید بر اساس شبکه خیابان‌های شهر، به‌طور معمول، ساخته شده‌اند. محل قرارگیری خانه در اینجا نه تنها با ویژگی‌های چشم‌انداز محل، اندازه، پیکربندی آن، بلکه با چیدمان خیابان‌ها از پیش تعیین شده است. بسیاری از شهرک‌های داچا در اطراف شهرهای بزرگ روسیه و به ویژه در اطراف مسکو نوعی «کمربند داچا» را تشکیل دادند که «دنیای خاصی» ایجاد می‌کرد و منحصر به فرد بودن و اصالت هر مکان داچا را حفظ می‌کرد. ظهور شهرک‌های کلبه تابستانی (و همچنین کلبه‌های تابستانی در روستاهای حومه موجود) به گسترش سبک زندگی شهری به تعداد فزاینده‌ای از روستاها و دهکده‌های اطراف کمک کرد.
بزرگ‌ترین سکونتگاه‌های کلبه‌های تابستانی سرانجام از حالت منحصر به فرد خود خارج شدند و به سکونتگاه‌های تمام عیار با امکان زندگی در تمام طول سال تبدیل شدند. صنعت در آنها شروع به توسعه کرد که به توسعه آنها کمک بیشتری کرد.
پس از انقلاب، کلبه‌های تابستانی مصادره شده از اشراف به سازمان‌های دولتی و عمومی (یتیم‌خانه‌ها، مدارس شبانه‌روزی، آسایشگاه‌ها، انجمن‌های عمومی مختلف) و همچنین به نمایندگان حزب و بوروکراتیک نومنکلاتورا منتقل شدند. در روستا، زندگی کلبه‌های تابستانی، به عنوان بخشی از فرهنگ شهری، برای مدتی برای توده‌های وسیع ساکنان شهر از بین رفت. با این حال، با ظهور سیاست‌های نوین اقتصادی، دوباره احیا شد. زمین‌های توسعه نیافته شروع به اختصاص به ساکنان شهر در خارج از محدوده شهر کردند. در دوره پس از جنگ، دو شکل اصلی سازمانی و قانونی ساخت خانه‌های ویلایی برای ساکنان شهر ایجاد شد - انجمن‌های باغبانی و تعاونی‌های ویلایی.
از سال ۱۹۸۳، سکونتگاه‌های جمهوری فدرال فدراسیون روسیه با دسته «سکونتگاه‌های ییلاقی» به عنوان سکونتگاه‌های شهری از نظر آماری در نظر گرفته شدند، جمعیت آنها به عنوان جمعیت شهری در نظر گرفته شد و شوراهای سکونتگاه‌های ییلاقی از فهرست شوراهای روستایی حذف شدند.
از سال ۱۹۸۸، ساخت و ساز در حومه شهر، هم طبق پروژه‌های استاندارد و هم پروژه‌های انفرادی، اما کاملاً مطابق با طرح توسعه قلمرو باغ جمعی مجاز بود.